# Rio Kaloshka
O Rio Koloshka (também Kaloshka) é um rio situado na região de Novgorod, na Rússia. Com cerca de 48 km, atrevessa os municípios de Soltsy e Volot, e os povoados de Vybiti, Úpolzy, Shapkóvo, Útchno, desaguando no rio Shelon a oeste da aldeia de Névskoie